# ФК Тулуза
Фудбалски клуб Тулуза (фр. Toulouse Football Club) јесте професионални француски фудбалски клуб из града Тулузе, у Горњој Гарони и тренутно игра у првој лиги Француске. Клуб је основан 1905. године и домаће утакмице игра на стадиону Мунисипал.

## Трофеји
- Куп Француске: 1
  - 2022/23.
- Друга лига Француске: 3
  - 1981/82, 2002/03, 2021/22.